# Valeo
Valeo è un'azienda multinazionale francese attiva nell'industria automobilistica e specializzata nella componentistica per la produzione di autoveicoli. È quotata in Borsa negli indici azionari CAC 40 ed Euronext 100.

## Storia
L'azienda fu fondata nel 1923 a Saint-Ouen, un sobborgo di Parigi, con il nome di Société Anonyme Française du Ferodo. Inizialmente produceva guarnizioni per freni e frizioni sotto licenza della società britannica Ferodo. Nel 1932 la compagnia iniziò la produzione di trasmissioni. Nello stesso anno venne quotata nella Paris Stock Exchange. Negli anni '50 l'azienda si espanse fuori dall'area parigina, aprendo nuovi stabilimenti in Francia. Successivamente, a partire dagli anni Sessanta, diversificò le proprie attività, allargandosi alla produzione di sistemi di frenatura (1961), sistemi termici (1962), sistemi di illuminazione (1970) e sistemi elettrici (1978). Nel maggio 1980 l'azienda fu ridenominata Valeo (che significa "sto bene" in lingua latina).
Nel 1986, per cento miliardi di lire, l'ingegner Carlo De Benedetti, tramite la CIR, acquistava ai francesi il pacco di controllo di Valeo, accendendo l'attenzione del mondo industriale e finanziario italo-francese, tanto da far titolare a Le Monde su "le ambizioni degli industriali italiani in Francia". De Benedetti avrebbe impedito un rafforzamento della posizione tedesca nella Valeo, un problema, secondo gli articoli dell'epoca, visti i forti rapporti industriali tra Valeo e il Gruppo FIAT, uno dei suoi principali clienti.
Dieci anni dopo, nel 1996, il Gruppo De Benedetti dovette cedere la Valeo alla francese Cgip, sotto pressione dei suoi principali clienti, Peugeot-Citroen e Renault, per una cifra attorno ai 2.000 miliardi di lire. Una transazione operata in un momento in cui quasi nessuna azienda europea del settore era in condizione di rilevare la Valeo: la tedesca Bosch a causa delle legislazioni antimonopolistiche, la britannica Lucas per i suoi problemi finanziari. Solo due grandi gruppi, entrambi statunitensi, erano interessati: la filiale componentistica della General Motors e la Trw, all'epoca leader mondiale della fabbricazione di airbag. I costruttori francesi, tuttavia, misero il veto, minacciando di cancellare la Valeo dalla lista dei loro fornitori in caso di passaggio nelle mani di una società statunitense. L'allora ministro dell'Industria, Franck Borotra, li sostenne in tal senso. Gli esperti, tuttavia, affermavano che la Valeo era ancora troppo piccola (nel 1996 era sedicesima nella classifica mondiale del settore) per continuare sola.
In seguito venne intrapresa una strategia aggressiva d'espansione dell'azienda attraverso diverse acquisizioni in ambito internazionale, tra cui la divisione francese della Johnson Controls specializzata nell'elettronica dei motori nel 2005. Con l'apertura di una nuova fabbrica a Nanchino nel 2013, la Cina è diventata il mercato principale di Valeo. Alla fine del 2016, Valeo è organizzata in 4 gruppi societari ed è presente in 32 nazioni, con 91800 impiegati, 155 siti di produzione e 58 centri di ricerca e sviluppo. Nel febbraio 2021, Valeo ha annunciato che investirà 5 milioni di dollari per aprire un nuovo stabilimento di assemblaggio nella contea di Jefferson, nella città di Bessemer, in Alabama, che dovrebbe creare 70 posti di lavoro.